# Ulrichsgymnasium Norden
Das Ulrichsgymnasium ist ein allgemein bildendes Gymnasium in Norden (Ostfriesland, Niedersachsen). Es wurde im Jahr 1567 als Lateinschule gegründet und 1631 zum Paedagogium illustre (Gymnasium) umgewandelt. Es ist damit eines der ältesten Gymnasien in Deutschland und das älteste in Ostfriesland. Namensgeber ist Ulrich II. (1606–1648), ab 1628 Graf von Ostfriesland, unter dem auch das Ulricianum in Aurich entstand.

## Geschichte
An der Stelle des heutigen Gymnasiums befand sich ein um 1264 gegründetes Dominikanerkloster, das bereits eine Klosterschule unterhielt. Das Kloster wurde um 1530 aufgelöst, nachdem es die Mönche im Zuge der Reformation bereits weitgehend verlassen hatten.

### Klösterlicher Lehrbetrieb
Für die ersten Jahrzehnte nach der Klostergründung um 1264 findet sich in dem Forschungsbericht von Heinrich Finke, den er 1894 veröffentlichte, in den Erläuterungen zu dem „Bruchstück des Protokolls des Provintialkapitels der Ordensprovinz der Dominikaner“ auf S. 377 folgende lateinische Textpartie: „… Mittimus ad studium Anglie fratrem Winandum lectorem Nordensem...“ (übersetzt: „...Wir schicken zum Studium nach England den Bruder Winandus, Lektor aus Norden...“). Finke gelingt es durch sensible historische Vergleichsstudien für diese Versendung eines Klostermitgliedes das Jahr 1284 (späteres Datum äußerstenfalls 1288?) festzulegen. Mit dieser Stelle ist erwiesen, dass in diesem Jahr die Klosterschule in einem guten und anerkannten Zustand war, sonst hätte man keinen Lektoren in eine andere Schule im Ausland – sehr wahrscheinlich Oxford – entsandt.
Hajo van Lengen, der ehemalige Direktor der Ostfriesischen Landschaft, schreibt in seiner Arbeit über die Stadtgeschichte Nordens: „Das Dominikanerkloster in Norden hat es zwar nicht zu einer der höchsten wissenschaftlichen Lehranstalten gebracht, wohl aber ist sie zu den höheren in der sächsischen Provinz zu rechnen und hat hier an dem scholastischen Betrieb der Dominikaner einen nicht zu gering zu veranschlagenden Anteil gehabt. Und diese Blüte hatte bis zum Ende des Klosters Bestand. Norden besaß wohl die beste Ausbildungsstätte Ostfrieslands.“
Die Annalen der Stadt Norden belegen für die Zeit noch kurz zuvor und nach der Auflösung des Klosters über folgende Schulmeisternamen einen weitergeführten Unterricht: 1511 Johann Pipers, 1536 bis 1540 Theodorus Bottmannus, 1540 Scipio, 1545 bis 1566 Ptolemeus Johannes. 1566 hat dann Graf Edzard II bereits den Niederländer Johannes Florianus zum Gründungsrektor der Lateinschule berufen. Als Schulraum diente das sogenannte Osterhus, ein Trakt des säkularisierten Klosters.
Historische Karten machen deutlich, dass dieses Haus auch der Unterrichtsort der Klosterschule gewesen ist. Erst 1929 wurde es wegen baulicher Erweiterungen abgebrochen. Interessantes Zusammentreffen: Klösterlich-lateinschulische Historie und heutiges Schulleiterzimmer liegen beim Übereinander-Projizieren einschlägiger Karten auf etwa der gleichen Grundstücksfläche.
Durch das Zusammenspiel dieser verschiedenartigen Faktoren wird ersichtlich, dass das Ulrichsgymnasium in Norden als Unterrichtsstätte am selben Ort von einer Tradition von 1284 bis heute ausgehen kann.
In seiner Untersuchung über das Alter des UGN stellt Joachim Strybny für die Jubiläumsfestschrift 2017 Folgendes fest: Bei den viel älteren Klöstern St. Gallen, Freising oder Eichstätt besteht keinerlei Zweifel, dass ihre Klosterschulen in einer Zeitabfolge bald nach der Gründung des Klosters ganz vorne stehen müssen, einen gesicherten Quellennachweis gibt es hierfür nicht. Nach diesen unabdingbar notwendigen Nachweisen rangiert das Ulrichsgymnasium auf einer Liste der Schulen im deutschen Sprachraum – bei einer Bestandsaufnahme aus dem Jahr 1799 von 432 alten Schulen – auf Platz 10.
1531 wurden weite Teile des Klosters zerstört und in einem erhaltenen Gebäudeteil 1567 eine Lateinschule eingerichtet.

### Vorgeschichten zur Lateinschule
Dass es in Norden bereits vor der Gründung der Lateinschule eine öffentliche Bildungseinrichtung gab, lassen die Annalen der Stadt vermuten, die etwa für 1511 den Scholmester Johann Pipers erwähnen. Für 1536 bis 1540 wird Theodorus Bottmanus genannt. Ihm folgte um 1540 ein gewisser Scipio, der fünf Jahre später von Ptolemeus Johannes abgelöst wurde. Dieser hatte bis 1566 das Amt des Schulmeisters inne.
1529 machte Graf Enno II. kurz nach seinem Regierungsantritt die Absicht bekannt, in Norden und in Emden eine Lateinschule zu errichten. Erklärtes pädagogisches Ziel war es, die „Jugend nicht jämmerlich verderben zu lassen“ und gleichzeitig der „Verachtung der lateinischen Kunst“ entgegenzuarbeiten. 1537 erneuerte Enno II. seine Absichtserklärung mit der Begründung, damit das Land notdrüftige, geleerde luiden bekomme. Es dauerte allerdings noch weitere 30 Jahre bis Graf Edzard II. 1567 diese Pläne verwirklichte und in Norden eine Lateinschule gründete und diese mit Einkünften aus eingezogenem Landbesitz des Klosters Marienthal ausstattete. Dieses Jahr gilt als das Gründungsjahr des Ulrichgymnasiums Norden.

### Lateinschule

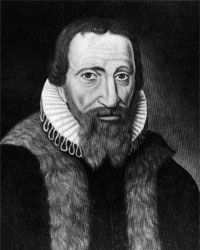
Ubbo Emmius, Schüler und 6. Rektor des Ulrichgymnasiums

Schulgebäude des Progymnasiums um 1840

Bereits 1566 hatte Edzard II. den Niederländer Johannes Florianus zum Gründungsrektor der Lateinschule berufen. Der Unterricht begann im folgenden Jahr mit drei Unterrichtsklassen. Das erste Kollegium bestand zunächst aus dem genannten Rektor und zwei Lehrern. Als Schulraum diente das sogenannte Osterhaus, ein Trakt des säkularisierten Dominikanerklosters. Überschattet wurden die Anfangsjahre durch konfessionelle Konflikte zwischen Lutheranern und Reformierten. Zwar dominierte in Norden das Luthertum, niederländische Glaubensflüchtlinge hatten aber den bis dahin schwachen kalvinistischen Flügel des Norder Protestantismus erheblich gestärkt. Da Lateinschulen jener Zeit primär als Vorstufe der Ausbildung von Geistlichen betrachtet wurden, waren beide evangelischen Konfessionsparteien daran interessiert, einen möglichst großen Einfluss auf den Lehrplan zu gewinnen und die theologische Ausrichtung der Schule zu bestimmen. Obwohl Anfang der 1570er Jahre eine Rückwanderungswelle der niederländischen Glaubensflüchtlinge einsetzte, wurde 1579 der reformierte Theologe, Historiker, Pädagoge und spätere Gründungsrektor der Universität Groningen (Niederlande) Ubbo Emmius (1547–1625) zum Rektor der Lateinschule berufen. Neun Jahre lang übte er dieses Amt an seiner ehemaligen Ausbildungsstätte aus, wurde aber aufgrund seines Glaubens vom lutherischen Grafenhaus der Cirksena aus dem Amt gedrängt. Danach leiteten fast drei Jahrhunderte hindurch lutherische Rektoren die humanistische Bildungsanstalt.
Die Norder Lateinschule galt zwar im Rahmen damaliger Konventionen als Höhere Lehranstalt, war aber aufgrund ihres Lehrangebots nur eine Partikularschule. Durch die Entlassung des in Ostfriesland und in den Niederlanden anerkannten Theologen Ubbo Emmius verlor sie außerdem an Ausstrahlung.

### Paedagogium illustre
Unter Graf Ulrich II. wurde die Schule 1631 dann zu einem Paedagogium illustre erhoben und erhielt den Namen Schola Ulriciana Sie wurde damit zu einem Vollgymnasium, an dem der Erwerb der Hochschulreife möglich war. Ab diesem Zeitpunkt hatte die Schule acht Klassen und acht Lehrer. Nachdem die Schülerzahlen aufgrund von Pest und kriegerischen Auseinandersetzungen wie Ständekämpfen und dem Dreißigjährigen Krieg zurückgegangen waren, wurde die Schule 1666 kurzzeitig geschlossen, aber schon wenig später wiedereröffnet. Dennoch begann in dieser Zeit der Niedergang der Schule. Sie hatte zeitweilig nur noch drei Klassen, ohne dass sie damit den Rang einer Vollanstalt verlor. Der Tiefpunkt wurde zwischen 1750 und 1800 erreicht. In dieser Zeit schwankten die Schülerzahlen zwischen 14 und 34.

### Progymnasium
Unter Hannoverscher Regierung wurde die Schule in ein Progymnasium umgewandelt, womit der Erwerb der allgemeinen Hochschulreife nicht mehr möglich war.

### Vollgymnasium

Festschrift anlässlich der Mulus-Feier 1909

Nachdem die Schülerzahlen wieder anstiegen, wurde die Schule in den Jahren 1851–1875 um- und ausgebaut. Unter preußischer Regierung wurde die Schule dann 1877 wieder in den Rang eines Vollgymnasiums erhoben. Seit 1928 ist auch Mädchen das Ablegen der Reifeprüfung am Ulrichsgymnasium möglich (Koedukation). Während die Schülerzahlen bis zum Zweiten Weltkrieg kontinuierlich stiegen, wurde die Anzahl der Pädagogen aufgrund der schlechten wirtschaftlichen Lage der 1920er Jahre durch Zwangpensionierungen stark reduziert.

### Oberschule
Im Jahr 1937 wurde das Ulrichs-Gymnasium in eine Oberschule umgewandelt. Damit wurde unter anderem ein gymnasialer Bildungsweg mit den Schwerpunkten Mathematik und Naturwissenschaften eröffnet. Die traditionellen Fächer der humanistischen Bildung traten unter dem Einfluss des Nationalsozialismus in ihrer Bedeutung zurück. Die Fächer Evangelische und Katholische Religionslehre wurden abgeschafft. Jüdische Schüler mussten die Schule verlassen.
Ostern 1939 verfügte das Ulrichsgymnasium über 10 Klassen mit 213 Schülern, die von insgesamt 15 Lehrern unterrichtet wurden. Im Herbst desselben Jahres erhielten alle Schüler der Jahrgangsstufe 8 ihr Abgangszeugnisse. Darin stand die Bemerkung „[…] verlässt die Schule, um Kriegshilfsdienst zu leisten“. Die Kellerräume des Schulgebäudes wurden zu Luftschutzräumen umgebaut.
Zwischen dem 1. April und dem 1. Juli 1940 wurden sieben Lehrkräfte zum Militärdienst einberufen. Unter ihnen befand sich auch der Oberstudiendirektor Weidemann. Zu Beginn des Schuljahres 1941/42 besuchten 235 Schüler das Gymnasium, darunter 43 Mädchen. Das Schuljahr 1942/43 brachte einen weiteren Anstieg der Schülerzahlen. 248 Schüler (nicht mitgezählt sind aus Emden evakuierte Gastschüler) wurden von nur 8 Lehrern und einem dienstverpflichteten Hilfslehrer unterrichtet. Ende März 1943 erfolgte die Einberufung von 19 Schülern der Jahrgangsstufen 10 und 11 (damals 6. und 7. Klasse) als Luftwaffenhelfer. Nach einem fünfwöchigen Lehrgang auf Norderney wurden sie beim Küstenschutz in der Nähe des Senders Norddeich Radio eingesetzt. In einer als Notschule umfunktionierten Wehrmachtsbaracke erteilten Lehrer des Ulrichgymnasiums einen erheblich reduzierten Unterricht.
Im Februar 1945 verfügte der Bremer Reichsverteidigungskommissar die Schließung aller Schulen im Ems-Weser-Gebiet. Im Zuge dieser Anordnung schloss auch das Ulrichsgymnasium Norden seine Pforten auf unbestimmte Zeit. Die Kohlenvorräte wurden konfisziert und die Klassenräume vom Marinelazarett belegt. Für die Schüler der Klasse 6 fand der Unterricht im Sitzungssaal des Norder Rathauses statt. Die Klassen 7 und 8 waren im Amtszimmer des Direktors untergebracht. Die Klassen 1 bis 5 wurden zweimal pro Woche ins Rathaus bestellt, um Hausaufgaben entgegenzunehmen.

### Schulentwicklung nach dem Zweiten Weltkrieg
Am 1. und 2. Mai 1945 marschierten in Norden kanadische Truppen ein und besetzten die Stadt. Das Marinelazarett im Ulrichsgymnasium wurde verlegt und die Räumlichkeiten des Schulgebäudes vom Armeestab der Besatzungstruppen belegt. Erst ab dem 2. Oktober 1945 wurde das Ulrichsgymnasium wieder als Schule genutzt. Zwischen dem Ende des Zweiten Weltkrieges und dem Neustart der Schule gab es in Norden keinen gymnasialen Unterricht.
Ein Zeitzeuge und Pädagoge am Ulrichsgymnasium beschrieb die nach 1945 eingetretene Wende als „geistige Revolution, wie es sie höchstens bei der Christianisierung unser Vorfahren gegeben“ hat. Von dieser Wende „blieb kein Fach verschont“. Vor allem der Deutsch- und der Geschichtsunterricht, der „am allerstärksten vom nationalsozialistischen Ungeist verfälscht worden war“, bedurfte einer umfassenden Revision und wurde deshalb – als Chance zur Neubesinnung – für ein ganzes Jahr aus dem Unterrichtsangebot gestrichen. Andere Fächer, die während der NS-Zeit aus dem Lehrplan verschwunden waren, wurden neu eingeführt. Dazu gehörte der Religions- und der Hebräischunterricht. Auch in naturwissenschaftlichen Fächern, vor allem im Biologieunterricht, musste ein Neuanfang gemacht werden. Auch wurde die 1933 verbotene Schulandacht wieder eingeführt.
Eine wesentliche Neuerung im Schulbetrieb war die 1954 erfolgte Miteinbeziehung von Schülern in die Gestaltung des schulischen Lebens. Zu den Aufgaben der sogenannten Schülermitverantwortung (abgekürzt: SMV) gehörten unter anderem die Pausenaufsicht, Organisation von Sportschulmeisterschaften, Opern- und Theaterbesuchen und Podiumsdiskussionen zu bestimmten gesellschaftspolitischen Themen sowie die Ausrichtung von Schulfesten. Auch die Herausgabe der Schülerzeitung, deren erste Ausgabe 1956 unter dem Titel Der junge Ulricianer erschien, gehörte in den Verantwortungsbereich der SMV. Im Zuge der sogenannten 68er-Bewegung, die auch die Schülerschaft des Ulrichsgymnasiums erfasste, erstritt sich die SMV eine stärkere Position im Schulbetrieb. Aus der Schülermitverantwortung wurde – inspiriert durch das Buxtehuder Modell – die Schülermitverwaltung, die bis in die Mitte der 1970er Jahre den Schulalltag stark politisierte.
Am 1. Februar 1967 wurde das Ulrichsgymnasium von 693 Schülern besucht. Knapp die Hälfte davon kam aus dem Norder Stadtgebiet. Damit entfiel auf 100 Einwohner des Einzugsgebietes durchschnittlich ein Gymnasiast.
Die Schulgebäude wurden zu Beginn der 1970er Jahre den erheblich gesteigerten Schülerzahlen angepasst. Der große Erweiterungsneubau enthielt neben Klassenräumen die Räume für Naturwissenschaften, das Sprachlabor, ein Deutschstudio (inkl. Bühne) und die Musikräume. Das Obergeschoss dieses Baus fiel in der Nacht vom 12. bis 13. Dezember 1989 einer nie aufgeklärten Brandstiftung zum Opfer. Die Brandfolgen trafen aufgrund des nötigen Löschwassereinsatzes auch die darunter liegenden Stockwerke schwer. Nach Totalrenovierung und Umbau wurden in den folgenden Jahren weitere Erweiterungen und Umbauten nötig. Durch die Übernahme ehemaliger Verwaltungsgebäude des früheren Landkreises Norden und den Anbau eines Gebäudes, das unter anderem eine Mensa enthält, ist das Ulrichsgymnasium Norden zu einem Schulcampus gewachsen.

## Gegenwart

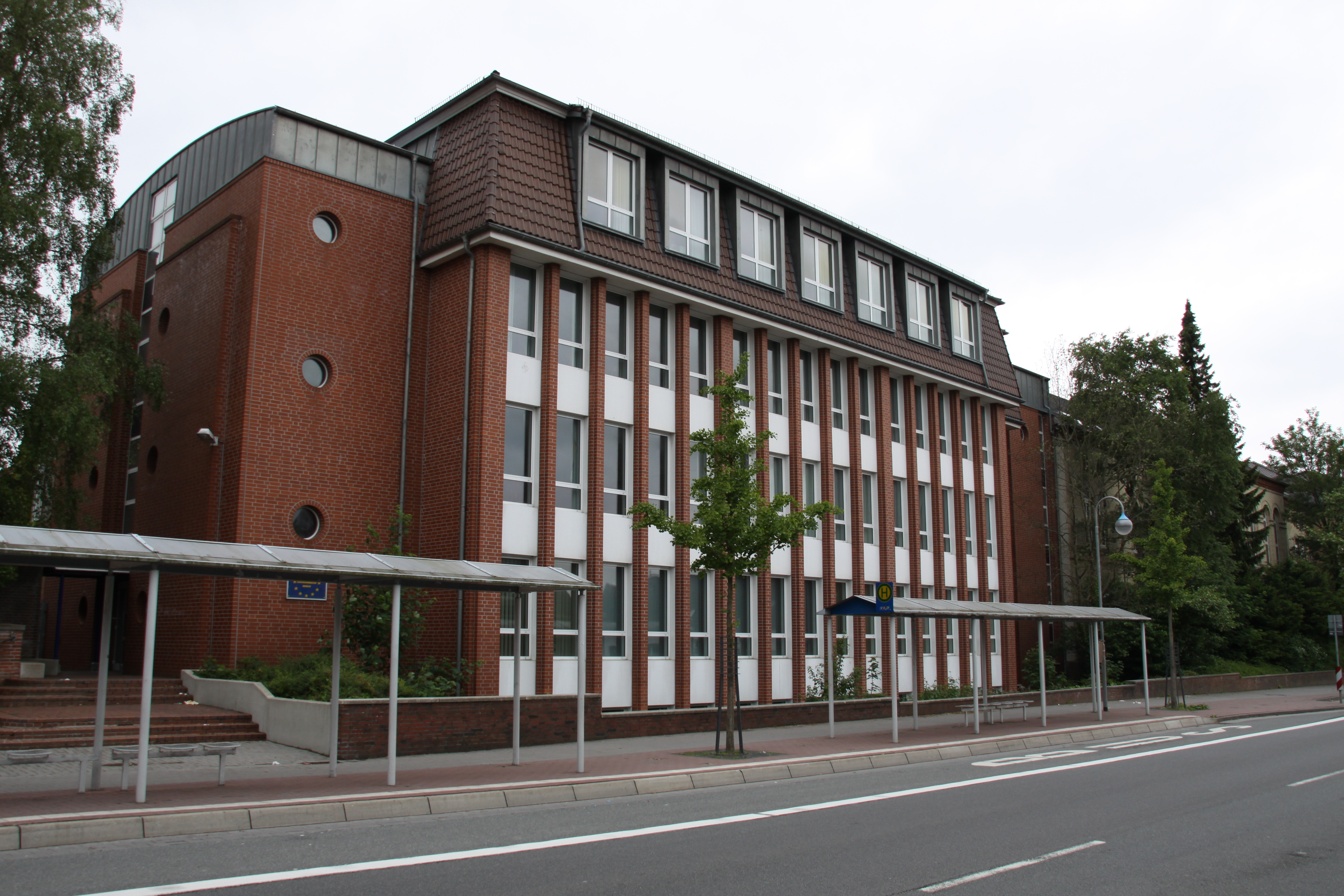
Das Ulrichsgymnasium

Das Ulrichsgymnasium bietet als einzige Lehranstalt im Gebiet der Norderlandes gymnasiale Bildung an. Englisch ist erste Fremdsprache, ab Klassenstufe 6 werden alternativ Latein und Französisch angeboten. Auch in der Oberstufe des Ulrichsgymnasiums werden im Gegensatz zu früheren Zeiten noch Wahlmöglichkeiten angeboten. Neben den Pflichtfächern Mathematik und Deutsch stehen hier die Wahlpflichtfächer Englisch, Französisch, Latein, Gesellschaftswissenschaften (Geschichte, Erdkunde, Politik) sowie drei naturwissenschaftliche Fächer (Physik, Chemie, Biologie) im Lehrplan. Hinzu kommen ab Jahrgangsstufe 11 die Wahlfächer Latein, Französisch, Spanisch, Russisch und Informatik.
Betrieben wird das Ulrichsgymnasium als Ganztagsschule; sie bietet zusätzlich zum Unterricht eine Reihe von Arbeitsgemeinschaften, zum Beispiel im Bereich Kunst, Musik, Theater und Fremdsprachen sowie Wirtschaftsplanspiele und Mediengestaltung. Für die Verpflegung steht eine Mensa zur Verfügung.
Das Ulrichsgymnasium besuchten 2009 zirka 1250 Schülerinnen und Schüler, die von 120 Lehrern und Lehrerinnen unterrichten wurden. Mehr als die Hälfte der Schüler wohnt außerhalb der Stadt Norden. Zum Einzugsgebiet gehören auch die ostfriesischen Inseln Juist, Norderney und Baltrum.

## Bibliothek
Das Ulrichsgymnasium besitzt eine Schulbibliothek, die circa 15.000 Bände umfasst und als Präsenzbibliothek geführt wird. Bemerkenswert ist vor allem der historische Bestand, der 2188 Titel umfasst. Davon stammen neben einer Inkunabel 10 Titel aus dem 16., 45 aus dem 17., 137 aus dem 18. und 1995 aus dem 19. Jahrhundert. Die meisten dieser Bücher sind Schenkungen ehemaliger Schüler und Lehrer. Sie sind in einem 1912 gedruckten Katalog dokumentiert. Danach ist die Bibliothek in fünfzehn Sachgruppen grob unterteilt. Eine genaue Bestandsbeschreibung ist im sogenannten Fabian-Handbuch zu finden. Die Einrichtung, deren Sammelgebiet sich auf schulrelevante Fächer und Ostfriesland-Literatur beschränkt, ist in erster Linie ein Angebot für Lehrer und Schüler. In Ausnahmefällen steht sie nach Anmeldung auch anderen Interessierten zur Verfügung.

## Schulmeister, Rektoren und Direktoren des Ulrichsgymnasiums
Die in der folgenden Tabelle gemachten Angaben beziehen sich auf die in der Festschrift zum 400-jährigen Bestehens des Ulrichsgymnasiums erstellte Liste. Ergänzungen und Korrekturen dieser Liste sind besonders nachgewiesen.
| Schulform des UGN    | Antrittsjahr | Schulleiter                                      | Herkunft                      | Bemerkungen |  |
| -------------------- | ------------ | ------------------------------------------------ | ----------------------------- | --- |  |
| Bürgerschule         | 1511         | Meyster Johann Pipers                            | ?                             | |  |
| Bürgerschule         | 1536         | Theodorus Bottmanus                              | ?                             | |  |
| Bürgerschule         | 1540         | Scipio                                           | ?                             | |  |
| Bürgerschule         | 1545         | Ptolemeus Johannes                               | ?                             | |  |
| Bürgerschule         | 1566         | Johannes Florianus (1522–1585)                   | Antwerpen                     | Gründungsrektor der Lateinschule. Glaubensflüchtling aus den Niederlanden, erster Rektor der Lateinschule, Kartograph, später Pastor in Pilsum |  |
| Lateinschule         | 1567         | Johannes Florianus                               | Antwerpen                     | |  |
| Lateinschule         | 1572         | Nicolaus Sascherus                               | Niederlande                   | Glaubensflüchtling aus den Niederlanden |  |
| Lateinschule         | 1573         | Johannes Florianus                               | Niederlande                   | |  |
| Lateinschule         | 1574         | Ludolf Potter                                    | Groningen / Niederlande       | Autor und Überarbeiter mehrerer sprachwissenschaftlicher Werke |  |
| Lateinschule         | 1574         | Laurentius Orschott                              | ?                             | |  |
| Lateinschule         | 1579         | Ubbo Emmius                                      | Greetsiel                     | Ehemaliger Schüler der Lateinschule |  |
| Lateinschule         | 1587         | (Name unbekannt)                                 | Niederlande                   | |  |
| Lateinschule         | 1589         | vakant                                           |                               | Aufgrund des Konfliktes zwischen Lutheranern und Reformierten blieb die Rektorenstelle 7 Jahre unbesetzt. |  |
| Lateinschule         | 1596         | Ulricus Hemringius                               | ?                             | |  |
| Lateinschule         | 1603         | Herman Mesander                                  | Grimersum                     | Er war von 1603 bis 1611 lutherischer Prediger in Hage, ab 1612 in Norden; wirkte auch als lateinischer Dichter und Verfasser von Epigrammen. |  |
| Lateinschule         | 1604         | Magister Joachim Everhardi                       | Rostock                       | |  |
| Lateinschule         | 1607         | Magister Henricus Brehorst                       | ?                             | |  |
| Lateinschule         | 1613         | Magister Johann Oldewelt                         | ?                             | Zwei Schriften Oldewelts sind bekannt: Facula ludis Nordensis und De linguae latinae antiqitate … (eine lateinische Grammatik) |  |
| Lateinschule         | 1619         | Hibbaeus Magnus                                  | Wismar?, Weimar?, Middelburg? | Er war vor seinem Rektorat Prediger der lutherischen Gemeinde Resterhafe (1603–1613), danach in Utrecht. 1618 weilte er kurz Wismar und ging von dort nach Norden. Ab 1624 ist er Prediger in Den Haag, wo er am 22. August 1638 verstarb. |  |
| Lateinschule         | 1624         | Magister Johann Coenring                         | Norden                        | |  |
| Lateinschule         | 1627         | Magister Johann Lange                            | Herford                       | In seine Amtszeit fiel die Umwandlung der Lateinschule in ein Paedagogium illustre. |  |
| Paedagogium illustre | 1631         | Magister Johann Lange                            | Herford                       | Die Schule erhielt den Namen Schola Ulriciana. |  |
| Paedagogium illustre | 1660         | Joachim Rachel                                   | Lunden bei Dithmarschen       | Rachel war ein bekannter Barockdichter und Schulbuchautor. Er gilt als Begründer der deutschen Verssatire. In seine Amtszeit fiel die einjährige Schließung der Schule (1666). Gründe waren fallende Schülerzahlen infolge von Pest und Nachwirkungen des Dreißigjährigen Krieges.                                                                                              |  |
| Paedagogium illustre | 1667         | Magister Johann Busch                            | Lüneburg                      | |  |
| Paedagogium illustre | 1681         | vakant (?)                                       |                               | |  |
| Paedagogium illustre | 1683         | Lorenz Schnell                                   | Norden                        | |  |
| Paedagogium illustre | 1713         | Magister Henrich Gottlieb Leutholf               | Oßmannstedt / Thüringen       | |  |
| Paedagogium illustre | 1750         | Johann Joachim Gerhard Wideburg                  | Hamburg                       | Die Schülerzahlen sanken nach seinem Amtsantritt. Dieser Rückgang hielt bis 1800 an. |  |
| Paedagogium illustre | 1785         | Johann Friedrich Meyer                           | Aurich                        | |  |
| Paedagogium illustre | 1814         | David Friedrich August Jani                      | Halle                         | |  |
| Paedagogium illustre | 1821         | Anton Ernst Taaks                                | Dornum                        | In seine Amtszeit fiel die Umwandlung des Paedagogium illustre in ein Progymnasium ohne Abiturberechtigung (1829). |  |
| Progymnasium         | 1829         | Anton Ernst Taaks                                | Dornum                        | |  |
| Progymnasium         | 1842         | August Heidelberg                                | Bodenburg bei Hildesheim      | In seiner Amtszeit wurde das Ulrichsgymnasium wegen steigender Schülerzahlen um- und ausgebaut. Der wirtschaftliche Aufschwung Nordens machte die Finanzierung dieser Maßnahmen möglich (1851–1875). |  |
| Progymnasium         | 1864         | August Heidelberg                                | Bodenburg bei Hildesheim      | Das Progymnasium verfügt über fünf Klassen mit insgesamt 82 Schülern, die von fünf Lehrkräften unterrichtet werden. |  |
| Progymnasium         | 1870         | Max Gottfried Hoche                              | Zeitz                         | |  |
| Progymnasium         | 1873         | Karl Heinrich Julius Babucke                     | Königsberg / Preußen          | Babucke verfasste eine Schulgeschichte des Ulrichgymnasiums. |  |
| Progymnasium         | 1875         | Richard Schneider                                | Ilmenau                       | In seine Amtszeit fiel die Umwandlung des Progymnasiums in ein Vollgymnasium (1877). |  |
| Vollgymnasium        | 1877         | Richard Schneider                                | Ilmenau                       | |  |
| Vollgymnasium        | 1881         | Franz Karl Münnich                               | Dessau, Zerbst (Anhalt)       | [ 31 ] |  |
| Vollgymnasium        | 1887         | Friedrich Hermann                                | Verden (Aller)                | Mitglied des Corps Neoborussia Halle |  |
| Vollgymnasium        | 1901         | Geheimrat Carl Stegmann                          | Grohnde / Weser               | Bekannter Herausgeber und Kommentator klassischer Texte |  |
| Vollgymnasium        | 1920         | Oberstudiendirektor Harmannus Ites               | Rysum                         | In seiner Amtszeit wurden Mädchen erstmals zur Reifeprüfung am Ulrichsgymnasium zugelassen (1928). Dem Schulkomplex wurde 1930 ein Südflügel hinzugefügt. |  |
| Vollgymnasium        | 1936         | Oberstudiendirektor Wilhelm Weidemann            | Hannover                      | In seiner Amtszeit wurde der Lehrplan des humanistisch geprägten Lehrplans im nationalsozialistischen Sinne verändert. Der Hebräisch- und der Griechisch-Unterricht zum Beispiel wurden abgeschafft, ebenso das Fach Religion. Ab Herbst 1939 kam es zu häufigem Unterrichtsausfall und Unterrichtsminderung aufgrund des begonnenen Krieges.                                   |  |
| Vollgymnasium        | 1942         | Oberstudiendirektor Friedrich Maertens           | Eisenach / Thüringen          | In seine Amtszeit fiel die dreivierteljährige Schließung der Schule (1945). Die Schulgebäude dienten in dieser Zeit als Marinelazarett. Für die Oberstufe wurde ein Notunterricht durchgeführt. Den Unterstufen-Schülern wurden lediglich Hausaufgaben aufgegeben. Im Oktober 1945 wurde der Unterricht auf Anordnung der Militärregierung wieder in vollem Umfang aufgenommen. |  |
| Vollgymnasium        | 1946         | Oberstudiendirektor Karl Ehlers                  | Elmshorn / Schleswig-Holstein | |  |
| Vollgymnasium        | 1957         | Oberstudiendirektor Derk de Haan                 | Oldersum                      | Nach Derk de Haan ist ein Radweg entlang des Norder Galgentiefs benannt. |  |
| Vollgymnasium        | 1970         | Oberstudiendirektor Karl Heinz Thies (1924–2014) | Höxter                        | |  |
| Vollgymnasium        | 1977         | Oberstudiendirektor Johann Eilers                |                               | |  |
| Vollgymnasium        | 1988/1989    | Studiendirektor Joachim Strybny (* 1937)         | Kłodzko (Glatz/Schlesien)     | |  |
| Vollgymnasium        | 1990         | Oberstudiendirektor Jürgen Fiedler               |                               | |  |
| Vollgymnasium        | 1998/1999    | Joachim Strybny                                  |                               | |  |
| Vollgymnasium        | 2000         | Oberstudiendirektor Harald Rüdig                 | Emden                         | |  |
| Vollgymnasium        | 2010         | Oberstudiendirektor Wolfgang Grätz               | Norden                        | |  |
| Vollgymnasium        | 2024         | Oberstudiendirektorin Claudia Terstegen          | Norden                        | |  |

## Schulträger
Das Ulrichsgymnasium befand sich ab 1954 in der Schulträgerschaft des Landkreises Norden und wurde nach der Kommunalreform 1972 vom neu gebildeten Landkreis Aurich als Schulträger übernommen. Ebenfalls in Trägerschaft des Landkreises Aurich befinden sich das Ulricianum in Aurich, die Integrierte Gesamtschule (IGS) Aurich-West (bis Jahrgang 13) und die IGS Waldschule Egels (bis einschließlich Jahrgang zehn).

## Bekannte Lehrer und Schüler des Ulrichsgymnasiums (Auswahl)

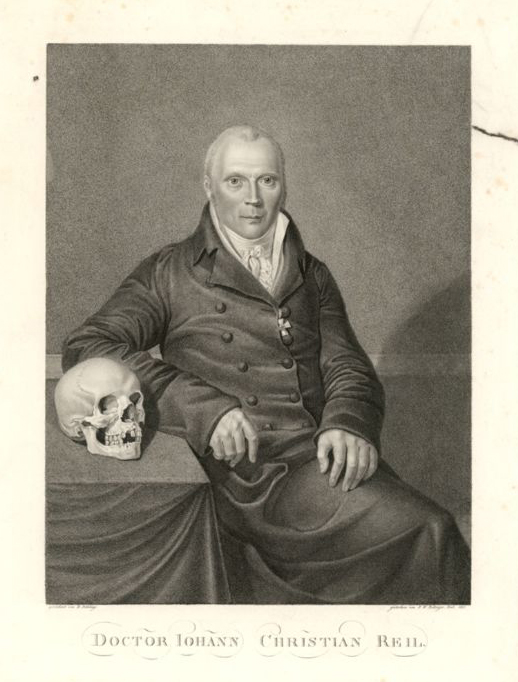
Johann Christian Reil (um 1811)

- Enno Rudolph Brenneysen (1669–1734), Schüler des Ulrichsgymnasiums, war unter Georg Albrecht Kanzler in Ostfriesland.
- Hermann Conring (1606–1681), Norder Lateinschüler, war Professor in Helmstedt und Begründer der Wissenschaft der deutschen Rechtsgeschichte.
- Ufke Cremer († 1958), Lehrer am Ulrichsgymnasium und Heimatforscher
- Johannes Deknatel, bekannter mennonitischer Theologe des 18. Jahrhunderts
- Ubbo Emmius, späterer Gründungsrektor der Reichsuniversität Groningen (Niederlande), war als Schüler und ab 1579 für neun Jahre als Rektor an der Schule tätig.
- David Eilsemius († 1622), Norder Lateinschüler, war reformierter Theologe und Historiker.
- Wilhelm Ihno Adolph von Freeden (1822–1894), Lehrer am Ulrichsgymnasium, war ein deutscher Mathematiker, Naturwissenschaftler und Ozeanograph sowie Gründer der Norddeutschen Seewarte.
- Johann Haddinga (1934–2021), Norder Journalist und Autor.
- Johann Hülsemann (1602–1661), Norder Lateinschüler, war lutherischer Theologe und einer der Verhandlungsführer beim Thorner Religionsgespräch
- Wilhelm Krieger (1877–1945), deutscher Bildhauer
- Sandra Lüpkes, Schriftstellerin und Drehbuchautorin
- Herbert Müller (* 1953), Schüler des Ulrichgymnasiums, Kunsterzieher und Maler
- Anton Nordwall (1894–1949), homöopathischer Arzt, führte als Anhänger der Freiwirtschaftsbewegung auf Norderney und in Norden Geldexperimente durch
- Hildegard Peters (1923–2017), Lehrerin am Ulrichsgymnasium und Malerin
- Johann Christian Reil (1759–1813), Schüler des Ulrichsgymnasiums, war ein bekannter Mediziner.
- Arno Schmidt (* 1934), emeritierter Professor für Schulpädagogik und Lyriker
- Friedrich Swart (1883–1957), Schüler des Ulrichgymnasiums, war Volkswirt, leitender Direktor des Verbandes deutscher Genossenschaften in Polen und galt als „ungekrönter König der Deutschen in Polen“.[35] Er verfasste die Friesische Agrargeschichte.